# Western Rocks (Isole Scilly)
Le Western Rocks (Italiano: Scogli Occidentali) sono un gruppo di isolotti e scogli disabitati situati nella parte sud-occidentale delle Isole Scilly, Regno Unito, famosi per i numerosi naufragi verificatisi nella zona e per il vicino Faro di Bishop Rock. Nel 1971 le Western Rocks sono state classificate come "Sito di Speciale Interesse Scientifico" in virtù delle loro colonie di uccelli marini. Approdare sulle isole è un'impresa difficoltosa che viene scoraggiata; da qui la scarsità di visite da parte di naturalisti e di relative pubblicazioni.

## Riserva naturale
Le isole sono in gran parte gestite come riserve naturali dall'Isles of Scilly Wildlife Trust, principalmente per le colonie di uccelli marini e di foche grigie (Halichoerus grypus). Vi si trovano undici specie di uccelli marini, tra i quali il marangone dal ciuffo (Phalacrocorax aristotelis) e l'uccello delle tempeste europeo (Hydrobates pelagicus) sono di rilevanza nazionale. Le altre specie sono il gabbiano tridattilo (Rissa tridactyla), la gazza marina (Alca torda), l'uria (Uria aalge), il cormorano comune (Phalacrocorax carbo), il fulmaro (Fulmarus glacialis), la pulcinella di mare (Fratercula arctica), il mugnaiaccio (Larus marinus), lo zafferano (Larus fuscus) e il gabbiano reale nordico (Larus argentatus).
Sulle Isole Scilly si trovano le uniche colonie inglesi di uccello delle tempeste europeo, per una stima di complessive 1475 coppie. Melledgan vantava la terza più grande colonia sulle Scilly, con 140 coppie registrate durante il censimento degli uccelli marini del 2000. Il numero era sceso a 69 coppie in occasione di un successivo censimento nel 2006; in quell'occasione, il maggior numero di coppie (129) fu riscontrato su Roseveor. Altre colonie sulle Western Rocks si trovano su Gorregan e Rosevean.

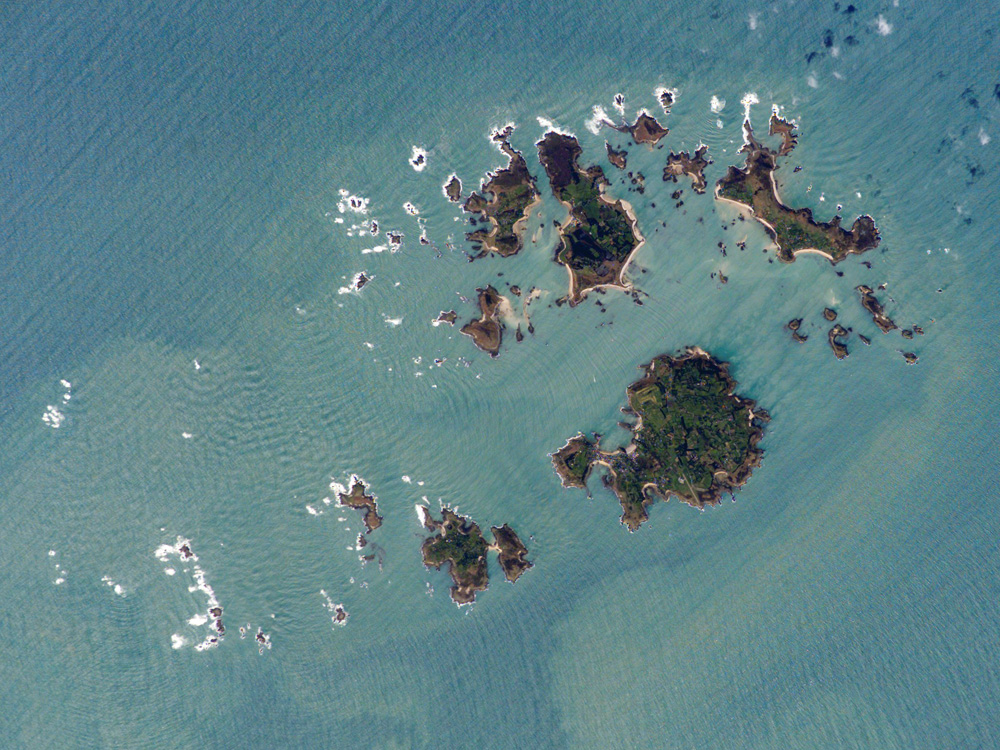
Le Isole Scilly. Le Western Rocks sono l'arcipelago nella parte in basso a sinistra della foto

## Geografia
Tutte le Western Rocks sono costituite da granito ercinico del tardo periodo Carbonifero, con sottili strati di suolo podzolico sugli isolotti più grandi. Si trovano a sud-ovest di St Mary's: le isole di Annet e St Agnes si trovano immediatamente a nord-est, mentre Bishop Rock è a ovest.
Le isole più estese del gruppo sono, da nord a sud: Great Crebwethan, Rosevear, Rosevean, Daisy e Pednathise Head. Rosevear Ledge e la barriera di Gilstone si trovano immediatamente a ovest di questo gruppo. Le isole minori sono: Codnors Rocks, Crebwethan, Jolly Rock, Jacky's Rock, Silver Carn, Gorregan e Melledgan.

## Principali isole e scogli

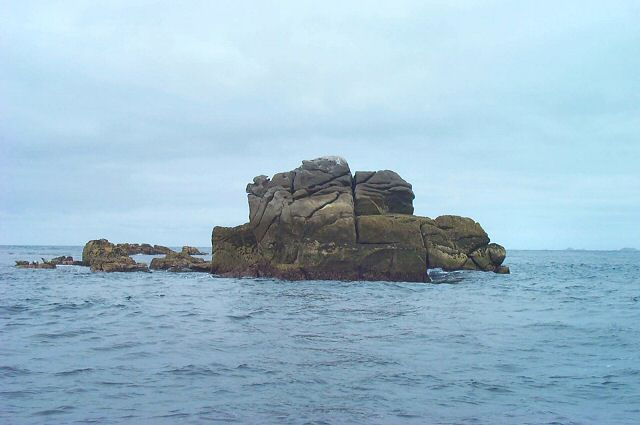
Gorregan

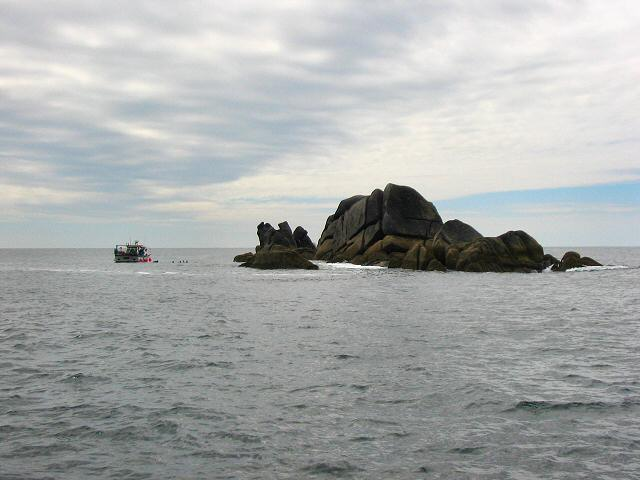
Trenemene, vista da Gorregan

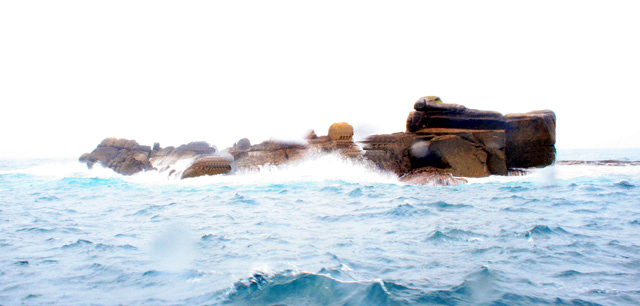
Little Crebawethan

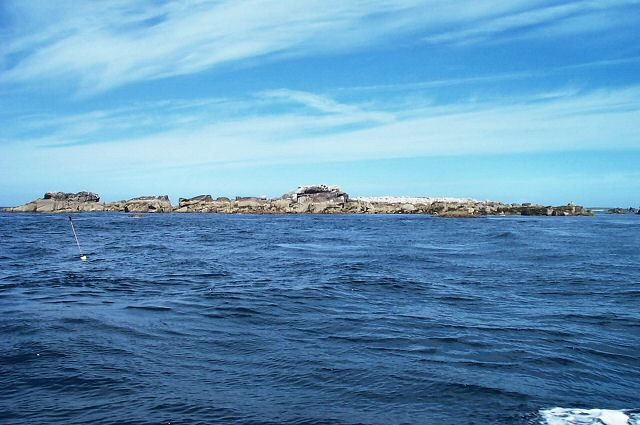
Melledgan

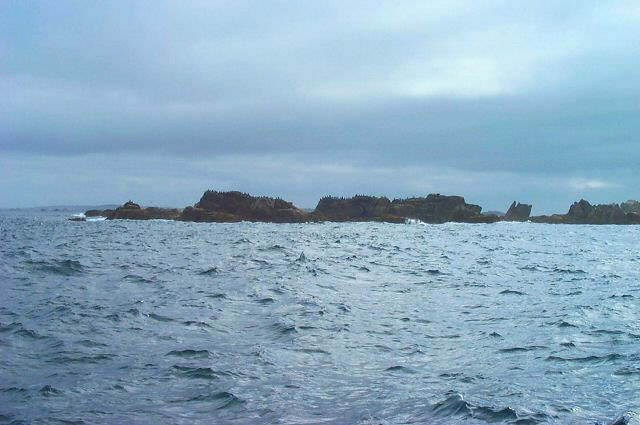
Rags

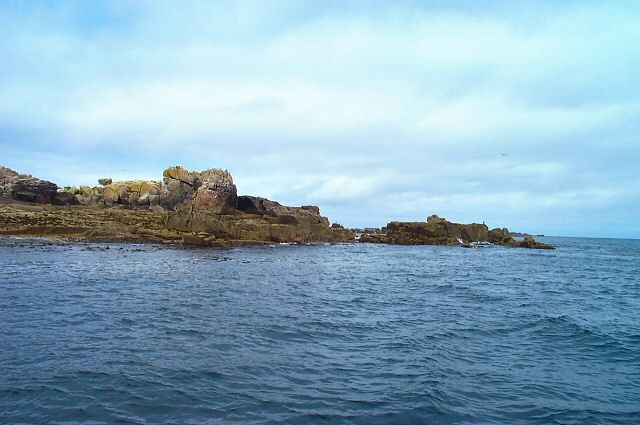
Rosevear

Sono di seguito elencate alcune isole e scogli. La superficie indicata è un valore medio basato sull'entità delle maree (le foto sono fornite dall'Isles of Scilly Wildlife Trust):

### Daisy
Ha una superficie di 0,57 ettari. È un punto di sosta per la foca grigia.

### Gilstone
Gilstone (barriera di Gilstone o Scoglio di Gilstone vedi foto) è noto anche come Outer Gilstone Rock per distinguerlo da uno scoglio dallo stesso nome ubicato al largo della baia di Old Town sull'isola di St Mary's. Gilstone ha provocato molti dei naufragi di cui si ha notizia sulle Isole Scilly e, in particolare, l'affondamento dell'ammiraglia di Sir Cloudesley Shovell, la HMS Association, durante il cosiddetto "disastro navale del 1707", che costò la vita a oltre 1400 persone.

### Gorregan
(cornico: An Garregan, il luogo roccioso): ha una superficie di 1.57 ettari e un'altezza massima di 8 m.
Le lisce rocce di Gorregan, piene di fenditure, contrastano con le altre isole, che si presentano invece come un'″accozzaglia disordinata″ di scogli. Le sole specie vegetali registrate sull'isola sono la coclearia medicinale (Cochlearia officinalis), la spergularia delle rocce (Spergularia rupicola) e la Atriplex spinifera. La colonia di uccelli delle tempeste europei è costituita da 49 coppie registrate durante il censimento degli uccelli marini del 2000; vi si trova anche una grande colonia di gabbiani tridattili, nonostante nel 1984 questa specie fosse sparita dall'isola, presumibilmente per la presenza di uccelli predatori quali la cornacchia (Corvus corone) o il corvo comune (Corvus corax). Altri uccelli presenti sull'isola sono le gazze marine e le urie. Le foche grigie usano l'isola come sito di allattamento.

### Great Crebawethan
(cornico: Krib an Wedhen, barriera dell'albero): ha una superficie di 0,51 ettari.
L'isola fu soggetta a indagine durante il censimento degli uccelli marini del 2000 per verificare la presenza di uccelli delle tempeste europei, ma non ve ne furono trovati.

### Hellweathers
(cornico: Hal Weres, terreno paludoso): è un gruppo di scogli a sud di Annet.

### Little Crebawethan
Ha una superficie di 0,14 ettari.

### Melledgan
(cornico: Men Lojowen, pianta o pietra d'erba): ha una superficie di 0.96 ettari.
Melledgan ospitava la terza maggior colonia inglese di uccelli delle tempeste europei, con 140 coppie rilevate durante il censimento degli uccelli marini del 2000; il numero è sceso a 69 in un successivo censimento del 2006, per cui l'isola è stata superata da Roseveor. L'isola presenta anche colonie di cormorani, oltre a essere sito di sosta e di allattamento per la foca grigia. Gli escrementi delle foche contribuiscono a far prosperare alcune specie vegetali, tra cui la Lavatera arborea, l'Atriplex prostrata e la più comune Cochlearia anglica.

### Rosevean
(cornico: Ros Vian, piccolo promontorio): ha una superficie di 0,63 ettari ed è la più elevata delle isole, con un'altezza massima di 17 m.
Se si escludono alcune piante, Rosevean è costituita principalmente da rocce nude ed è importante per le sue colonie di uccelli e come sito di sosta per le foche grigie. Il censimento degli uccelli marini del 2000 vi riscontrò 37 coppie di uccelli delle tempeste europei.

### Rosevear
(cornico: Ros Veur, grande promontorio): ha una superficie di 2,17 ettari.
Rosevear è la più grande delle Western Rocks, con una superficie relativamente piatta che raggiunge i 5 m di altezza. Negli anni quaranta e cinquanta del XIX secolo fu abitata dagli operai impegnati nella costruzione del Faro di Bishop Rock: è ancora possibile osservare, tra i densi arbusti che ricoprono l'isola, due dei quattro edifici costruiti per ospitare i lavoratori, i quali - si dice - riuscirono a coltivare qualche verdura. Durante le tempeste le onde possono ricoprire interamente l'isola.
Le specie vegetali più abbondanti su Rosevear sono il malvone delle rupi (Lavatera Maritima), il romice (Rumex cripus littoreus) e la Atriplex spinifera; altre specie registrate sono la barbabietola di mare (Beta vulgaris sottosp. maritima) e la coclearia medicinale (Cochlearia officinalis). Nel corso di una visita sull'isola intorno al 1947, Geoffrey Grigson rilevò alcune pulcinelle di mare, dozzine di gazze marine, cormorani e mugnaiacci; nel mese di ottobre 1990 Rosemary Parslow osservò una notevole quantità di uccelli migratori, tra cui dozzine di pettirossi (Erithacus rubecula) e regoli comuni (Regulus regulus), nonché diversi luì forestieri (Phylloscopus inornatus), tutti intenti a nutrirsi in mezzo alla vegetazione. L'isola ha superato Melledgan come sito della terza maggior colonia inglese di uccelli delle tempeste europei, con 57 coppie registrate durante il censimento degli uccelli marini del 2000, divenute 129 nel successivo censimento del 2006. La colonia di cormorani su Rosevear e sulle altre Western Rocks riveste importanza nazionale.
Tra le rocce di Rosevear giace il fumaiolo della Cité de Verdun, che naufragò sull'isola nel 1925.

## Le Western Rocks nella storia
A differenza delle isole maggiori dell'arcipelago delle Scilly, non c'è evidenza di insediamenti umani sulle Western Rocks, se si esclude il temporaneo cantiere di lavoro su Rosevear a metà del XIX secolo.
La navigazione, specialmente con tempo nuvoloso, si è spesso basata su supposizioni derivanti dalla velocità e direzione presunte. Considerati la scarsa conoscenza delle correnti marine - in particolare negli avvicinamenti da ovest - che spingevano le navi più a nord del previsto, e il fatto che le carte nautiche antecedenti il 1750 collocavano gli scogli oltre 10 miglia più a nord della posizione effettiva, non c'è da sorprendersi che nel corso della storia le Western Rocks siano state testimoni di una gran parte dei naufragi registrati sulle Isole Scilly. In particolare, la Barriera di Gilstone è stata la causa di molti disastri marittimi, il più importante dei quali fu l'affondamento dell'ammiraglia di Sir Cloudesley Shovell, la HMS Association, nel corso del cosiddetto "disastro navale del 1707" che costò la vita a oltre 1.400 persone.
Settantasette anni dopo, nel 1784, la nave passeggeri Nancy colpì Gilstone. Alcuni dei membri dell'equipaggio e dei passeggeri salirono su una scialuppa, che andò a scagliarsi su Rosevear uccidendo tutte le persone a bordo. Annegarono complessivamente 36 membri dell'equipaggio, 12 passeggeri e 1 prigioniero. Tra questi c'era la famosa attrice Ann Cargill, che stava rientrando in Inghilterra dall'India: il suo corpo fu ritrovato abbracciato a quello di un bambino ed entrambi furono seppelliti su Rosevear assieme ad altri corpi rinvenuti. Successivamente fu tumulata nel camposanto della St Mary's Old Church a Old Town, sull'isola di St Mary's.
Nel 1841 il capitano di un battello a vapore, la SS Thames, scambiò il Faro di St Agnes per le Longships, cambiò direzione verso nord e si schiantò contro le Cribewidden Rocks, causando la perdita di 62 dei 66 passeggeri e membri dell'equipaggio.  La seconda maggior perdita di vite umane avvenne nel 1875, quando il transatlantico tedesco SS Schiller urtò Retarrier Ledges provocando la morte di 335 persone. Il capitano sapeva di essere nei pressi del Faro di Bishop Rock, ma non realizzò di trovarsi nel mezzo delle Western Rocks.
I vari relitti sono popolari mete di immersioni tanto per i subacquei professionisti che per i dilettanti.